# 渡部康人
渡部 康人（わたなべ やすと、1968年5月6日 - ）は日本の財務官僚、国際機関職員。財務省国際局次長。

## 来歴
北海道出身。旭川東高校を経て、東京大学経済学部卒業。1992年 大蔵省に入省。国際金融局総務課に配属。1995年からイェール大学へ留学(国際開発経済学修士)。1996年7月 主計局総務課企画係長。主計局総務課の企画係長時代に官邸、与党との間の調整の現場を垣間見たという。
1998年7月 米州開発銀行（在ワシントン）審議役。2008年7月 アジア開発銀行理事代理。2011年7月 環境省地球環境局調査官。2013年7月 金融庁監督局監督企画官兼内閣官房TPP対策本部交渉官。2015年7月 金融庁総務企画局参事官（郵便貯金・保険監督担当）。2016年6月 ASEAN+3マクロ経済調査事務局（AMRO）次長。2019年8月 財務省大臣官房信用機構課長。同年10月31日 関税局総務課長。2021年5月 関税局総務課長兼大臣官房企画調整主幹（副財務官）。同年7月15日 アジア開発銀行予算人事局長。2024年7月31日 国際局次長。

## 略歴
- 1992年4月：大蔵省に入省。国際金融局総務課に配属[2][3][4]。
- 1993年5月：国際金融局開発政策課[4]。
- 1994年5月：大臣官房調査企画課[4]。
- 1995年6月：留学（イェール大学）[4]。
- 1996年7月：主計局総務課調査主任[6]。
- 1997年7月：主計局総務課企画係長[5][4]。
- 1998年7月：米州開発銀行審議役[2]。
- 1999年7月: 米州開発銀行上席審議役。
- 2001年7月：財務省大臣官房総合政策課長補佐。
- 2002年7月：和歌山県農林水産部農林水産総務課長[2]。
- 2004年4月：和歌山県総務部財政課長[2]。
- 2005年7月：国際局開発政策課参事官室課長補佐。
- 2008年7月：アジア開発銀行理事代理。
- 2011年7月：環境省地球環境局 兼 総合環境政策局調査官。
- 2013年6月28日：金融庁監督局監督企画官 兼 総務企画局国際証券規制調整官 兼 国際協力調整官 兼 企業開示課国際会計調整室長。
- 2013年7月：金融庁監督局監督企画官 兼 総務企画局総務課国際証券規制調整官 兼 総務企画局総務課国際協力調整官 兼 総務企画局企業開示課国際会計調整室長 兼 内閣官房TPP政府対策本部交渉官（金融サービス担当）。
- 2014年7月9日：金融庁総務企画局国際連携・協力室長 兼 総務企画局総務課国際証券規制調整官 兼 総務企画局総務課国際証券市場決済調整官 兼 総務企画局企業開示課国際会計調整室長。
- 2015年7月9日：金融庁総務企画局参事官（郵便貯金・保険監督担当） 兼 総務企画局郵便貯金・保険監督総括参事官。
- 2016年6月16日：ASEAN+3マクロ経済調査事務局（AMRO）次長。
- 2019年8月28日：大臣官房信用機構課長。
- 2019年9月17日：大臣官房信用機構課長 兼 大臣官房信用機構課機構業務室長。
- 2019年10月31日：関税局総務課長。
- 2020年7月20日：関税局総務課長 兼 関税局関税課長。
- 2020年7月22日：関税局総務課長。
- 2021年5月12日：関税局総務課長 兼 大臣官房企画調整主幹（副財務官）。
- 2021年7月8日：大臣官房付。
- 2021年7月15日：アジア開発銀行予算人事局長。
- 2024年7月21日：国際局付。
- 2024年7月31日：国際局次長
- 2025年５月27日　Director of the ASEAN+3 Macroeconomic Research Office